# Dracaena sanderiana
Dracaena sanderiana là một loài thực vật có hoa trong họ Asparagaceae, có nguồn gốc từ Trung Phi. Nó được đặt theo tên của nhà làm vườn người Đức gốc Anh Henry Frederick Conrad Sander (1847–1920). Loại cây này thường được bán trên thị trường có tên là "cây phát lộc". Loại cây này đã trở thành loại cây trồng trong nhà phổ biến nhất ở một số vùng của Ấn Độ, nơi cây thường được nhập khẩu từ Trung Quốc và Đài Loan.

## Tên
Những cái tên phổ biến trên thế giới bao gồm cây tre may mắn, cây tre xoăn, cây tre nước Trung Quốc.  Mặc dù từ tre xuất hiện trong một số tên thông dụng của loài thực vật này, D. sanderiana là một loại cây hoàn toàn khác với tre. Dracaena sanderiana thường bị nhầm lẫn với Dracaena braunii, một loài thực vật từ vùng ven biển Tây Phi có hoa ngắn hơn hoa D. sanderiana.

## Miêu tả
Dracaena sanderiana là cây thảo lâu năm có thể cao tới 100 cm (39 in), cây có lá hơi xoắn màu xanh xám, dài tới 23 cm (9 in). Thân cây chia từng lóng (đốt) như lóng trúc, nhưng mềm hơn, giúp phân biệt với tre. Nó cần được trồng nơi sáng sủa, thông gió. Nó chịu được không khí khô và không cần phun nước liên tục. Một loại cây rất dễ trồng, rất khó để tiêu diệt nó.

## Chăm sóc
Dracaena sanderiana và các giống liên quan của nó là những giống cây trồng trong nhà phổ biến. Là loại cây thích hợp trồng trong không gian hạn chế, nơi thích hợp nhất là nơi có ánh sáng tán xạ hoặc bóng râm bán phần vì ánh nắng trực tiếp làm vàng lá, cháy lá. Nhiệt độ lý tưởng từ 15 đến 22 °C (59 đến 72 °F). Nó cần độ ấm trung bình, độ chiếu sáng tốt, tưới nước và phun nước thường xuyên. Nếu trồng dưới đất, nó sẽ mất đi hình dáng giống như cây trúc và nó sẽ có hình dạng giống như những chiếc lá như những cây khác thuộc Chi Huyết giác.
Nó được nhân lên bằng cách cắt một phần của thân cây ngay trên mắt. Có thể giâm cành quanh năm.

## Hình ảnh

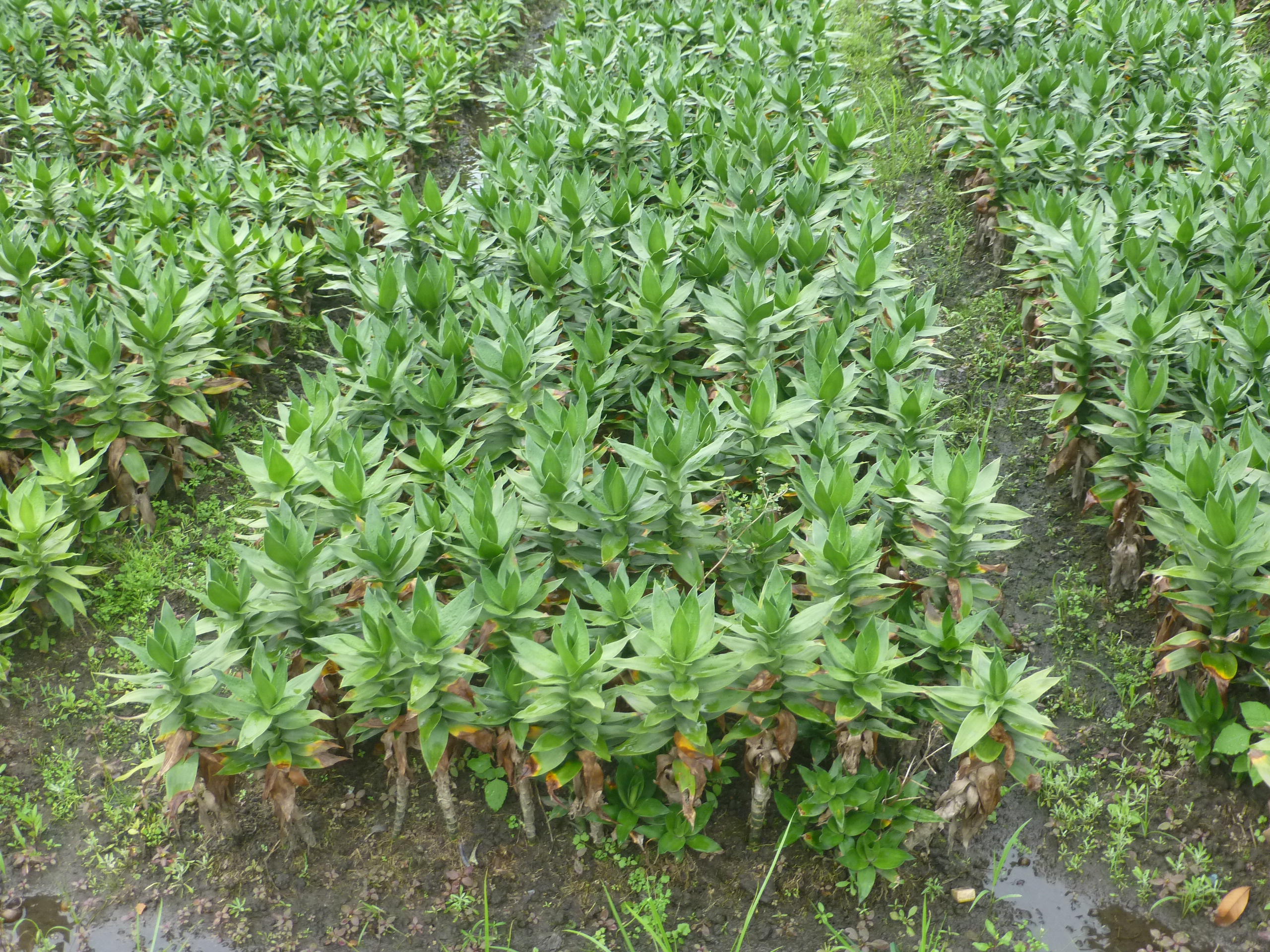
Một cánh đồng trồng cây phát lộc ở Trung Quốc.
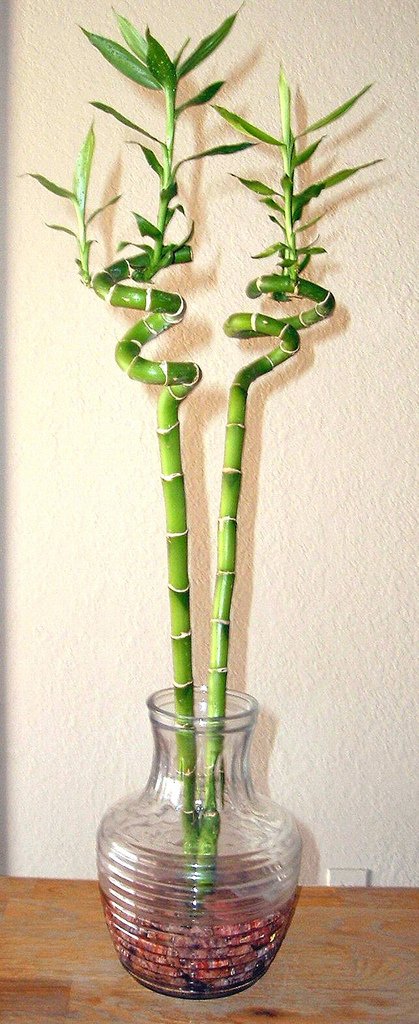
Trong bình
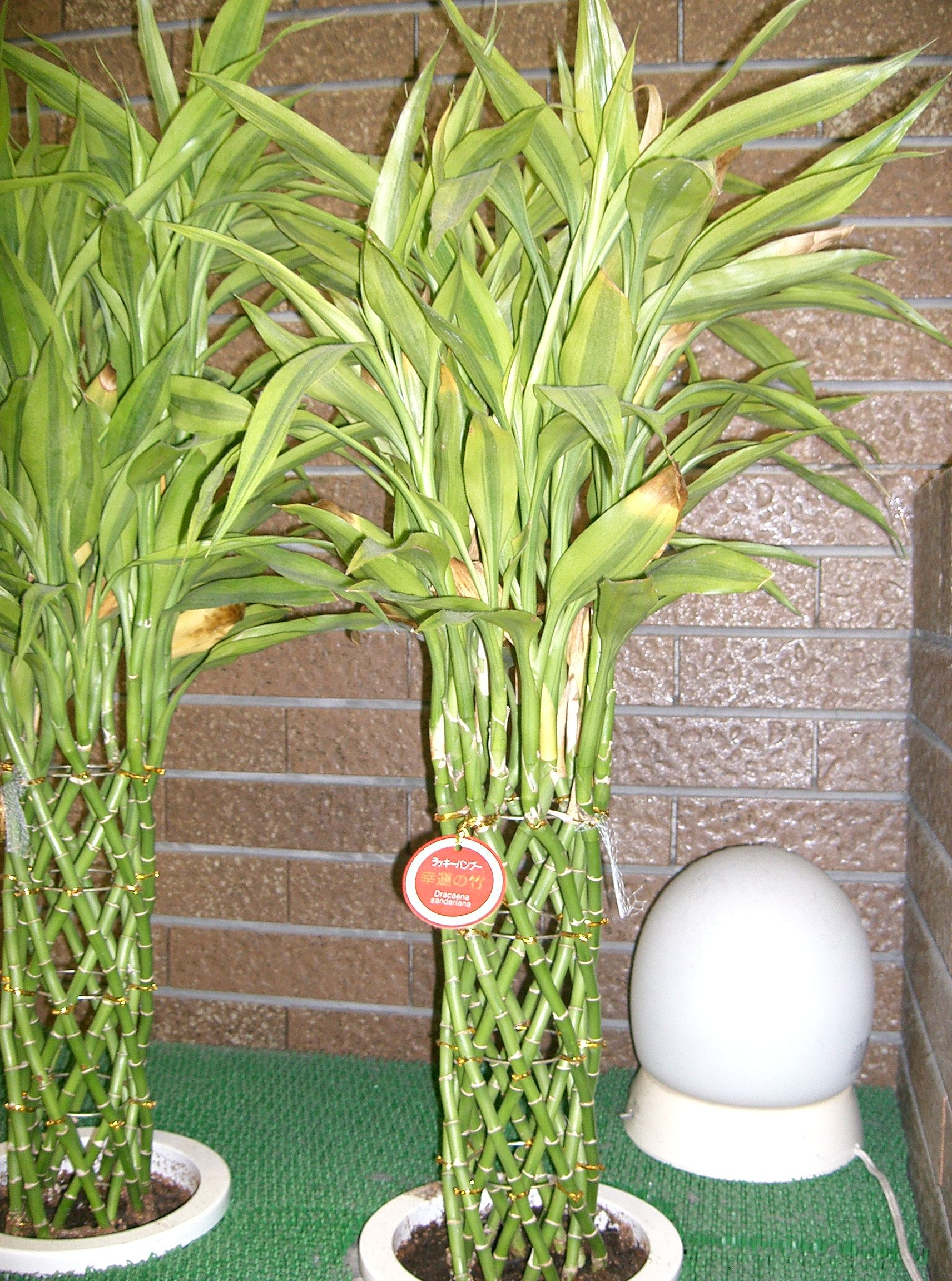
Cây với thân đan quện vào nhau
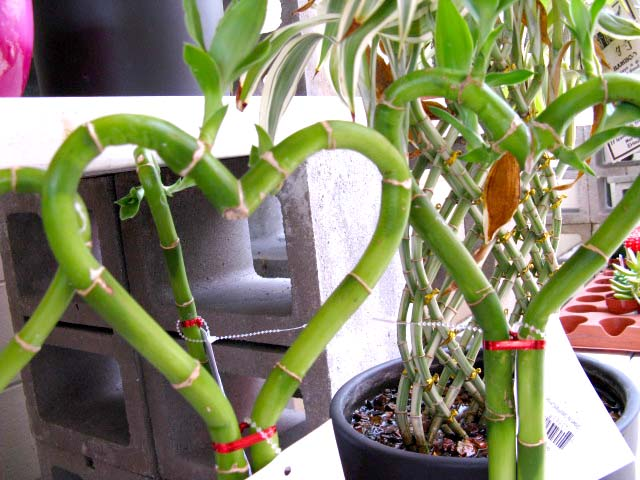
Thân hình trái tim
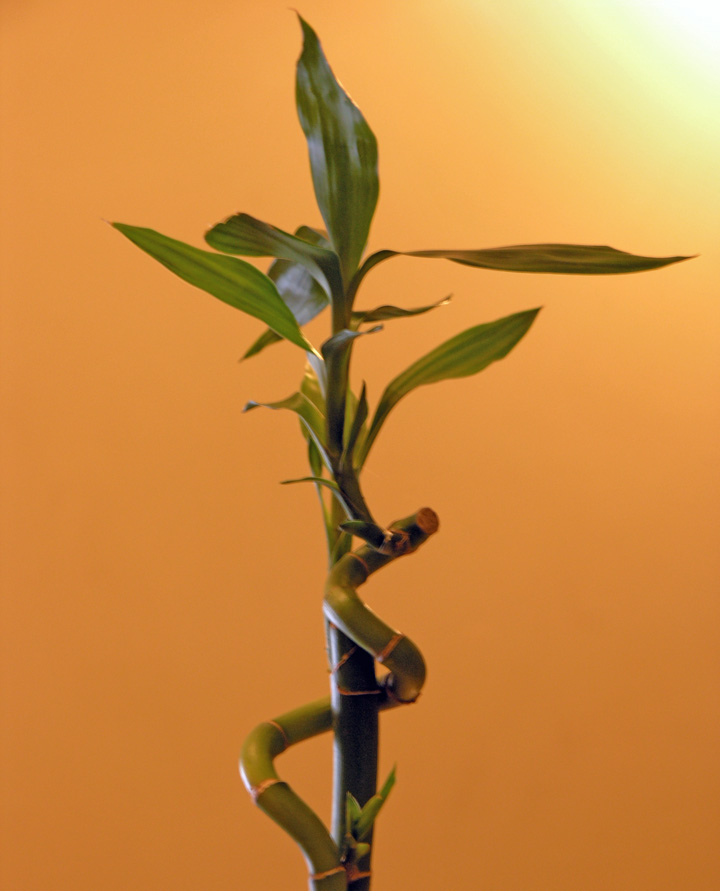
Nhìn gần